# Thelephora investiens
Thelephora investiens är en svampart som beskrevs av Corner 1968. Thelephora investiens ingår i släktet vårtöron och familjen Thelephoraceae.   Inga underarter finns listade i Catalogue of Life.